# Państwowa Galeria Sztuki w Sopocie
Państwowa Galeria Sztuki (PGS) – galeria sztuki prowadzona przez miasto Sopot, umiejscowiona przy placu Zdrojowym w Sopocie. Prowadzi działalność wystawienniczą, edukacyjną i wydawniczą.

## Historia
Istnieje od 1952, początkowo jako oddział Centralnego Biura Wystaw Artystycznych, później jako samodzielne Biuro Wystaw Artystycznych, które do pożaru w 1980 mieściło się w drewnianych pawilonach przy ul. Bohaterów Monte Cassino. Od 1992 funkcjonuje pod obecną nazwą. Jest instytucją samorządową finansowaną z budżetu miasta Sopot. Autorem projektu architektoniczego siedziby z 2009 była pracownia projektowa Jacek Szczęsny ARCHI-CAD.
Galeria prezentowała twórczość m.in. Franka O. Gehry, Josepha Beuysa, Romana Cieślewicza, Alfreda Kubina, Jerzego Nowosielskiego, Brunona Schulza, Teresy Pągowskiej, Henryka Płóciennika, Piotra Potworowskiego, Marcina Maciejowskiego, Dominika Lejmana, László Moholy-Nagy, Marcina Zawickiego, Krzysztofa Gliszczyńskiego, Anny Królikiewicz.
Na początku 2022, po blisko 23 latach pracy na stanowisku dyrektora, swoją funkcję przestał pełnić Zbigniew Buski. Rozpisano konkurs na stanowisko dyrektora PGS, który wygrała Eulalia Domanowska. Jego przebieg oraz wynik wzbudził liczne kontrowersje. Gazeta Wyborcza pisała o "konkursie z tezą". W lipcu 2022 na stronie internetowej magazynu Szum ukazał się wywiad Jakuba Banasiaka z Emilią Orzechowską i Stachem Szabłowskim, którzy brali udział w konkursie. Według dwójki uczestników charakter konkursu był fasadowy.

## Dyrektorzy
- Ryszard Ziarkiewicz (1992–1994)
- Krzysztof Stanisławski (1995–1999)
- Zbigniew Buski (1999–2022)[5]
- Eulalia Domanowska (od 2022)[6]